# 430-km-Rennen von Magny-Cours 1991

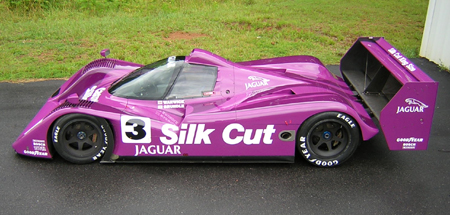
Der letzte der Jaguar-Prototypen der 1980er- und 1990er-Jahre; der XJR-14

Das erste 430-km-Rennen von Magny-Cours, auch Championnat du Monde de Voitures de Sport, Circuit Nevers Magny-Cours, fand am 15. September 1991 statt und war der sechste Wertungslauf der Sportwagen-Weltmeisterschaft dieses Jahres.

## Das Rennen
Das Rennen am Circuit de Nevers Magny-Cours war der sechste Meisterschaftslauf der Weltmeisterschaft und endete mit dem zweiten Saisonsieg von Peugeot der diesmal ein Doppelsieg war. Yannick Dalmas und Keke Rosberg siegten vor ihren Teamkollegen Philippe Alliot und Mauro Baldi.

## Ergebnisse

### Schlussklassement
| 1               | C1 | 6  | Peugeot Talbot Sport   | Keke Rosberg Yannick Dalmas           | Peugeot 905 Evo 1 Bis | 101 |
| 2               | C1 | 5  | Peugeot Talbot Sport   | Philippe Alliot Mauro Baldi           | Peugeot 905 Evo 1 Bis | 101 |
| 3               | C1 | 4  | Silk Cut Jaguar        | Teo Fabi David Brabham                | Jaguar XJR-14         | 99  |
| 4               | C1 | 8  | Euro Racing            | Cor Euser Charles Zwolsman senior     | Spice SE90C           | 195 |
| 5               | C1 | 3  | Silk Cut Jaguar        | Derek Warwick David Brabham           | Jaguar XJR-14         | 94  |
| 6               | C2 | 11 | Porsche Kremer Racing  | Manuel Reuter Harri Toivonen          | Porsche 962CK6        | 93  |
| 7               | C2 | 18 | Mazdaspeed             | Maurizio Sandro Sala Pierre Dieudonné | Mazda 787             | 92  |
| 8               | C2 | 55 | Porsche Kremer Racing  | Tomas Lopez Gregor Foitek             | Porsche 962CK6        | 92  |
| 9               | C2 | 13 | Courage Compétition    | Marco Brand Denis Morin               | Cougar C26S           | 90  |
| 10              | C2 | 7  | Team Salamin           | Otto Altenbach Jürgen Lässig          | Porsche 962C          | 90  |
| Nicht gewertet  |    |    |                        |                                       |                       |     |
| 11              | C2 | 7  | Louis Descartes        | Patrick Gonin Luigi Taverna           | ALD C91               | 87  |
| 12              | C1 | 17 | Repsol Brun Motorsport | Jesús Pareja Walter Brun              | Porsche 962C          | 73  |
| Ausgefallen     |    |    |                        |                                       |                       |     |
| 13              | C1 | 61 | Euro Racing            | Henri Pescarolo Jean-Louis Ricci      | Spice SE90C           | 70  |
| 14              | C1 | 2T | Team Sauber Mercedes   | Michael Schumacher Karl Wendlinger    | Mercedes-Benz C291    | 23  |
| 15              | C2 | 12 | Courage Compétition    | Lionel Robert François Migault        | Cougar C26S           | 19  |
| 16              | C1 | 60 | Louis Descartes        | Bernard Thuner Pascal Fabre           | ROC 002               | 19  |
| 17              | C1 | 21 | Konrad Motorsport      | Stefan Johansson Franz Konrad         | Konrad KM-011         | 18  |
| 18              | C1 | 1  | Team Sauber Mercedes   | Jean-Louis Schlesser Jochen Mass      | Mercedes-Benz C291    | 9   |
| 19              | C1 | 16 | Repsol Brun Motorsport | Oscar Larrauri Jésus Pareja           | Brun C91              | 5   |
| Nicht gestartet |    |    |                        |                                       |                       |     |
| 20              | C2 | 15 | Veneto Equipe SRL      | Almo Coppelli                         | Lancia LC2            | 1   |
| 21              | C1 | 2  | Team Sauber Mercedes   | Michael Schumacher Karl Wendlinger    | Mercedes-Benz C291    | 2   |
| 22              | C1 | 4T | Silk Cut Jaguar        | Teo Fabi                              | Jaguar XJR-14         | 3   |
| 23              | C1 | 5T | Peugeot Talbot Sport   | Philippe Alliot Mauro Baldi           | Peugeot 905 Evo 1 Bis | 4   |

1 nicht qualifiziert
2 Motorschaden im Warm-up
3 Trainingswagen
4 Trainingswagen

### Nur in der Meldeliste
Zu diesem Rennen sind keine weiteren Meldungen bekannt.

### Klassensieger
| Klasse | Fahrer        | Fahrer         | Fahrzeug              | Platzierung im Gesamtklassement |
| ------ | ------------- | -------------- | --------------------- | ------------------------------- |
| C1     | Keke Rosberg  | Yannick Dalmas | Peugeot 905 Evo 1 Bis | Gesamtsieg                      |
| C2     | Manuel Reuter | Harri Toivonen | Porsche 962CK6        | Rang 6                          |

### Renndaten
- Gemeldet: 23
- Gestartet: 19
- Gewertet: 10
- Rennklassen: 2
- Zuschauer: 10000
- Wetter am Renntag: warm und sonnig
- Streckenlänge: 4,271 km
- Fahrzeit des Siegerteams: 2:31:38,358 Stunden
- Gesamtrunden des Siegerteams: 101
- Gesamtdistanz des Siegerteams: 431,371 km
- Siegerschnitt: 170,685 km/h
- Pole Position: Yannick Dalmas – Peugeot 905 Evo 1 Bis (# 6) – 1:21,821 = 187,918 km/h
- Schnellste Rennrunde: Philippe Alliot – Peugeot 905 Evo 1 Bis (# 5) – 1:25,823 = 179,155 km/h
- Rennserie: 6. Lauf zur Sportwagen-Weltmeisterschaft 1991